# Anthonie van Borssom
Anthonie van Borssom (anche van Borssum) (Amsterdam, 1629 o 1630 – Amsterdam, 1677) è stato un pittore olandese.

## Biografia

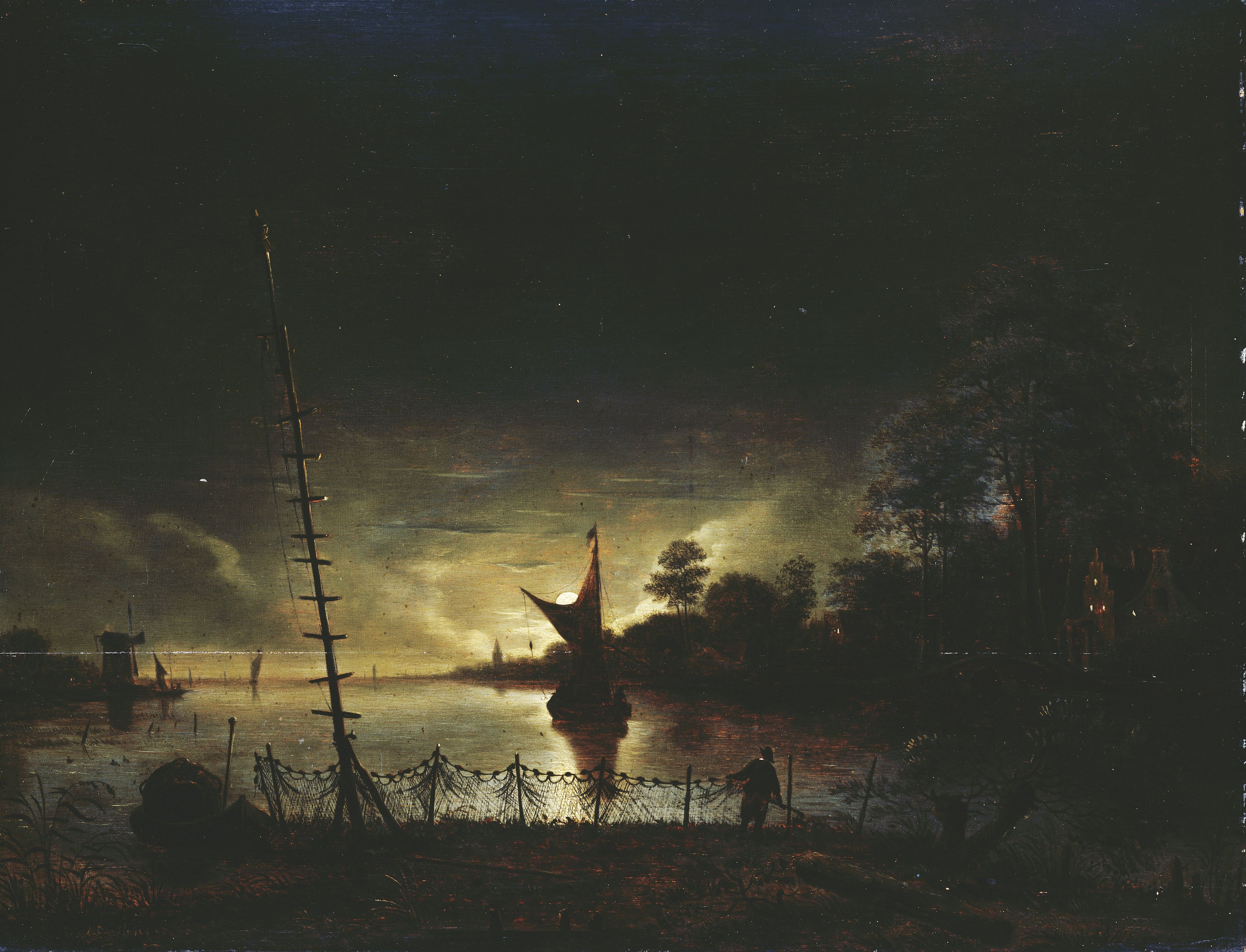
Paesaggio al chiaro di luna, Rijksmuseum, Amsterdam

I suoi dipinti, piuttosto rari e peraltro molto ineguali, tradiscono gli influssi più vari: vanno da Aert van der Neer, per i paesaggi invernali con effetti lunari, a Potter per alcuni paesaggi rustici, tipo la Veduta di un giardino con stagno, ora alla National Gallery di Londra, a Schrieck, per la rappresentazione di piante come in alcune opere ora al Rijksmuseum di Amsterdam, fino a Van Vliet per l'Interno di una chiesa ora conservato a Gouda.
Più convincenti i disegni e i dipinti con paesaggio spesso panoramici alla maniera di Philips Koninck, come nella Veduta dei dintorni di Clèves conservato a Düsseldorf, nei quali si evidenzia anche un netto influsso di Rembrandt.